# Dimaques
Cet article possède un paronyme, voir Déimaque.
Les dimaques (grec classique, διμάχης, de δίς, dis, double, et μάχης, mache, combat ; latin, dimachae) sont des unités militaires de cavalerie. Montant en armure, ils pouvaient également combattre à pied en fonction des besoins. Mémorables notamment sous Alexandre le Grand, ce sont les équivalents antiques des dragons modernes. Chaque cavalier était accompagné d'un valet, qui tenait le cheval quand il combattait à pied.
Ils portaient un armement plus lourd que celui des soldats de cavalerie ordinaire et plus léger que celui des fantassins. Ils étaient probablement armés d’une lance ou de javelots et d’une épée, équipés d’un corset avec des bottes, et d'un bouclier tenu par l’arrière pour faciliter les mouvements.